# التنجی
التنجی یکی از روستاهای استان آذربایجان شرقی است که در دهستان چاراویماق مرکزی بخش مرکزی شهرستان چاراویماق واقع شده‌است.این روستا ۱۹ نفر جمعیت دارد.شغل اصلی اهالی دامداری و زراعت است.محصولاتی مانند گندم،نخود،بزرک و گردو در این روستا به عمل می آید.آب شرب روستا از چشمه تأمین می شود.